# Pietro Secondo Radicati di Cocconato e Celle
Pietro Secondo Radicati di Cocconato e Celle (Cella Monte, 9 marzo 1671 – Osimo, 1º dicembre 1729) è stato un vescovo cattolico e nobile italiano.

## Biografia
Nato a Cella Monte, nell'alessandrino, Pietro Secondo discendeva da una nobile famiglia del patriziato locale e, in quanto ultrogenito, intraprese la carriera ecclesiastica. A trent'anni, il 9 maggio 1701 venne eletto vescovo di Casale Monferrato da papa Clemente XI e consacrato il 9 maggio successivo nella Chiesa del Gesù a Roma per mano del cardinale Toussaint de Forbin-Janson.
Durante il suo periodo nella reggenza della diocesi monferrina, volle correggere gli abusi del clero locale imponendo una ferrea disciplina e ottenendo anche il rispetto e l'appoggio dell'aristocrazia locale. Si occupò di ripartire la sua diocesi in diciotto vicarie per una sua migliore amministrazione, delegando diversi vicari foranei a sostituirlo nella visita di numerose località. Durante il suo episcopato venne terminata e da lui consacrata la chiesa dei padri filippini dedicata a san Filippo Neri nel 1721, come pure la chiesa di Santa Caterina. Interessato da sempre alla politica, seppe distinguersi anche in questo campo non senza qualche difficoltà personale.
Col fratello Girolamo Antonio fu uno dei più strenui oppositori dell'annessione del ducato del Monferrato alla monarchia sabauda e per questo Vittorio Amedeo II di Savoia, dopo che ebbe occupato militarmente l'area e ne ebbe proclamata la conquista, non potendo colpire lui direttamente in quanto ecclesiastico, sequestrò ogni bene a suo fratello, che venne condannato all'esilio in Liguria.
Quando Girolamo Antonio ottenne nel 1720 il perdono e il permesso di ritornare in patria, Pietro Secondo continuò sommessamente la propria politica di opposizione al governo dei Savoia che infatti lo privarono di un potere che aveva consolidato negli anni non solo nella propria diocesi, ma anche in campo politico e amministrativo in città. Per questo motivo, Vittorio Amedeo II ottenne da papa Benedetto XIII il trasferimento del Radicati alle diocesi di Osimo e Cingoli nel 1728, dopo ventisette anni di episcopato a Casale Monferrato.
Morì ad Osimo il 1º dicembre 1729 e fu sepolto nella cattedrale locale. Fu zio del celebre matematico Ignazio Secondo Radicati di Cocconato e Celle, al quale amministrò anche il battesimo.

## Genealogia episcopale
La genealogia episcopale è:
- Cardinale François de Joyeuse
- Cardinale François d'Escoubleau de Sourdis
- Arcivescovo Jean-François de Gondi
- Vescovo Étienne de Puget
- Cardinale Toussaint de Forbin-Janson
- Vescovo Pietro Secondo Radicati di Cocconato e Celle